# 1203

## Събития
- Цар Калоян прогонва унгарците от окупираните Белградска и Браничевска области с помощта на кумански наемници.